# Império da Praia Grande
G.R.C.E.S. Império da Praia Grande foi uma escola de samba de Praia Grande.
Em 2007 participou do desfile do grupo Especial da cidade de Santos, após ser a melhor da Praia Grande no I Carnaval Metropolitano de 2006. Após mal desfile, passou posteriormente a participar do carnaval de sua cidade por algumas vezes. Atualmente encontra-se inativa.
Não deve ser confundida com o GRCES Império da Baixada, também de Praia, atual campeã do município.

## Segmentos

### Presidentes
| Nome                      | Mandato | Ref.  |
| ------------------------- | ------- | ----- |
| Luiz Santos de Paula Cruz | ? - ?   |       |
|                           |         | [ 2 ] |

### Diretores
| Ano  | Diretor de Carnaval | Diretor geral de harmonia | Mestre de bateria | Ref. |
| ---- | ------------------- | ------------------------- | ----------------- | ---- |
| 2015 |                     |                           |                   |      |
| 2016 |                     |                           |                   |      |

### Coreógrafo
| Ano  | Nome | Ref. |
| ---- | ---- | ---- |
| 2016 |      |      |

### Casal de Mestre-sala e Porta-bandeira
| Ano  | Nome                                               | Ref.  |
| ---- | -------------------------------------------------- | ----- |
| 2015 | Guilherme e Karen / Lucas e Bruna / Luan e Adriana | [ 3 ] |

### Rainhas de bateria
| Período | Rainha        | Ref.  |
| ------- | ------------- | ----- |
| 2015    | Thais Freitas | [ 3 ] |
| 2016    |               |       |

## Carnavais
| Ano  | Colocação                          | Grupo                  | Enredo                                              | Carnavalesco         | Intérprete | Ref         |
| ---- | ---------------------------------- | ---------------------- | --------------------------------------------------- | -------------------- | ---------- | ----------- |
| 2006 | 10º lugar (Melhor da Praia Grande) | Carnaval Metropolitano | Bom de samba, bom de escola                         |                      |            |             |
| 2007 | 13o. último lugar                  | Especial/Santos        | A Magia da Construção Realizando o Sonho do Cidadão | Comissão de Carnaval |            |             |
| 2008 |                                    |                        |                                                     |                      |            |             |
| 2009 |                                    |                        |                                                     |                      |            |             |
| 2010 | 2o.                                | Grupo I                |                                                     |                      |            |             |
| 2011 |                                    |                        |                                                     |                      |            |             |
| 2015 |                                    |                        |                                                     |                      |            | [ 4 ] [ 3 ] |